# إلين هوبكينز
إلين هوبكينز (بالإنجليزية: Ellen Hopkins)‏ (26 مارس 1955، لونغ بيتش في الولايات المتحدة)؛ كاتبة للأطفال، كاتِبة وروائية أمريكية.